# Список улиц Подольска

В статье представлен полный список улиц, переулков, проездов, проспектов, площадей города Подольска. В список также включены улицы города Климовска, вошедшего в состав Подольска в 2015 году.

## Список улиц
| # А Б В Г Д Е Ё Ж З И К Л М Н О П Р С Т У Ф Х Ц Ч Ш Щ Э Ю Я |

### 0-9
| Название                  | Индекс | Район                   | Значимые объекты | Год основания | Комментарии |
| ------------------------- | ------ | ----------------------- | ---------------- | ------------- | --- |
| улица 17 лет РККА         | 142180 | Климовск                |                  |               | Названа в честь 17-летия Рабоче-Крестьянской Красной Армии в 1935 году |
| улица 40 лет Пионерии     | 142105 | Шепчинки                |                  |               | Названа в честь 40-летия детской коммунистической организации в СССР — пионерского движения в 1959 году. |
| улица 43 Армии            | 142121 | Юбилейный               |                  |               | Названа в честь 43-й армии, которая вместе с Подольскими курсантами в годы Великой Отечественной войны защищала подступы Москвы от немецко-фашистских войск.                                                                 |
| улица 50 лет ВЛКСМ        | 142100 | Ивановский Межшоссейный |                  |               | Названа в честь 50-летия Всесоюзного ленинского коммунистического союза молодёжи |
| проспект 50-летия Октября | 142180 | Климовск                |                  |               | назван в 1967 году в честь 50-летия Великой Октябрьской социалистической революции |
| бульвар 65-летия Победы   | 142117 | Кузнечики               |                  | 2010          | Название присвоено в декабре 2010 года согласно Постановлению главы г. Подольска № 2472-п от 27 декабря 2010 года «О присвоении наименований площади, улицам, бульвару и проездам микрорайона „Кузнечики“ города Подольска». |
| улица 8 Марта             | 142184 | Климовск                |                  |               | Названа в честь Международного женского дня. |
| улица 8 Марта             | 142111 | Ново-Сырово             |                  |               | Названа в честь Международного женского дня. |

### А
| Название                  | Индекс | Район         | Значимые объекты | Год основания | Комментарии |
| ------------------------- | ------ | ------------- | ---------------- | ------------- | --- |
| проезд Авиаторов          | 142100 | Красная Горка |                  |               | |
| Авиационная площадь       | 142103 | Залинейный    |                  |               | |
| Авиационная улица         | 142103 | Залинейный    |                  |               | |
| Авиационный проезд        | 142103 | Залинейный    |                  |               | |
| улица Академика Доллежаля | 142121 | Кузнечики     |                  | 2010          | Название присвоено в декабре 2010 года согласно Постановлению главы г. Подольска № 2472-п от 27 декабря 2010 года «О присвоении наименований площади, улицам, бульвару и проездам микрорайона „Кузнечики“ города Подольска». Названа в честь дважды Героя Социалистического Труда, академика АН СССР Н. А. Доллежаля. |
| Академический проезд      | 142184 | Климовск      |                  |               | |
| Александровский проезд    | 142103 | Залинейный    |                  |               | |
| Армейский проезд          |        | Кузнечики     |                  | 2010          | Название присвоено в декабре 2010 года согласно Постановлению главы г. Подольска № 2472-п от 27 декабря 2010 года «О присвоении наименований площади, улицам, бульвару и проездам микрорайона „Кузнечики“ города Подольска».                                                                                          |
| Артёмовская улица         | 142101 | Ново-Сырово   |                  |               | |
| Архивный проезд           | 142117 | Ивановский    |                  |               | |
| Атамановская улица        | 142101 | Ново-Сырово   |                  |               | |

### Б
| Название                   | Индекс               | Район    | Значимые объекты | Год основания | Комментарии |
| -------------------------- | -------------------- | -------- | ---------------- | ------------- | --- |
| улица Багратиона           | 142108               |          |                  |               | Названа в честь российского генерала от инфантерии, князя, героя Отечественной войны 1812 года П. И. Багратиона. |
| Банная улица               | 142101               |          |                  |               | |
| улица Барамзиной           | 142116               |          |                  |               | Названа в честь Героя Советского Союза, снайпера и телефониста стрелкового батальона Т. Н. Барамзиной, которая была выпускницей Центральной женской школы снайперской подготовки, располагавшейся в Подольске с 1943 года. |
| улица Батырева             | 142103               |          |                  |               | Названа в честь Героя Советского Союза, помощника командира по воздушно-стрелковой службе 163-го гвардейского истребительного авиационного полка 229-й истребительной авиационной дивизии 4-й воздушной армии 2-го Белорусского фронта, гвардии капитана П. М. Батырева, родившегося в д. Чулпаново Подольского района Московской области и окончившего школу № 2 Подольска. |
| улица Белинского           | 142105 142118        |          |                  |               | Названа в честь русского писателя, литературного критика В. Г. Белинского. |
| Беляевская улица           | 142119               |          |                  |               | |
| Беляевский проезд          | 142119               |          |                  |               | |
| Береговая 1-я улица        | 142100               |          |                  |               | |
| Береговая 2-я улица        | 142101               |          |                  |               | |
| Береговая улица            | 142116               |          |                  |               | |
| Бережковский проезд        | 142182               | Климовск |                  |               | |
| Берёзовая улица            | 142119               |          |                  |               | |
| Берёзовый проезд           | 142100               |          |                  |               | |
| Болотная улица             | 142103               |          |                  |               | |
| Болотный 1-й проезд        | 142103               |          |                  |               | |
| Болотный 2-й проезд        | 142103               |          |                  |               | |
| Болотный 3-й проезд        | 142103               |          |                  |               | |
| Больничный проезд          | 142182               | Климовск |                  |               | |
| Большая Зелёновская улица  | 142100               |          |                  |               | |
| Большая Ивановская улица   | 142100               |          |                  |               | |
| Большая Северовская улица  | 142105               |          |                  |               | В 1940-х годах улица была названа проспектом Кагановича. |
| Большая Серпуховская улица | 142104 142105 142108 |          |                  |               | Является самой длинной улицей в черте города — 5,2 км. |
| Бородинская улица          | 142108               |          |                  |               | |
| Бородинский бульвар        |                      |          |                  | 2012          | Улица, расположенная в границах улиц Сосновая, Циолковского, граница города, получила своё наименование в соответствии с Постановлением главы г. Подольска № 1115-п от 29 июня 2012 года «О присвоении наименования новой улице в муниципальном образовании городской округ Подольск Московской области».                                                                    |
| Броницкое шоссе            | 142103               |          |                  |               | |
| Бронницкая улица           | 142103               |          |                  |               | |
| улица Буковка              | 142103               |          |                  |               | |
| Бутовская улица            | 142116               |          |                  |               | |
| Бутовский тупик            | 142100               |          |                  |               | |
| Быковская улица            | 142111               |          |                  |               | |

### В
| Название               | Индекс        | Район    | Значимые объекты | Год основания | Комментарии |
| ---------------------- | ------------- | -------- | ---------------- | ------------- | --- |
| улица Ватутина         | 142105 142118 |          |                  |               | Названа в честь генерала армии, Героя Советского Союза Н. Ф. Ватутина |
| Ватутинский 1-й проезд | 142114        |          |                  |               | |
| Ватутинский 2-й проезд | 142114        |          |                  |               | |
| Ватутинский переулок   | 142100        |          |                  |               | |
| Ватутинский проезд     | 142100        |          |                  |               | |
| улица Веллинга         | 142100        |          |                  |               | Названа в честь хирурга К. К. Веллинга, переехавшего в Подольск в 1919 году и возглавившего центральную больницу Подольска. Скончался в 1920 году после заражения сыпным тифом во время операции. |
| Весенний проезд        | 142181        | Климовск |                  |               | |
| Весенняя улица         | 142108        |          |                  |               | |
| Вишнёвая улица         | 142111        |          |                  |               | |
| Водопроводная улица    | 142181        | Климовск |                  |               | |
| Вокзальная площадь     | 142121        |          |                  |               | |
| Вокзальная улица       | 142116        |          |                  |               | |
| Вокзальная улица       | 142184        | Климовск |                  |               | |
| улица Володарского     | 142121        |          |                  |               | В дореволюционный период носила название Михайловской улицы. Названа в честь российского революционера В. Володарского.                                                                           |
| улица Володарского     | 142181—142184 | Климовск |                  |               | |
| улица Володи Дубинина  | 142105        |          |                  |               | Названа в честь одного из членов партизанского отряда, сражавшегося рядом с городом Керчь, В. Н. Дубинина.                                                                                        |
| Восточная улица        | 142100        |          |                  |               | |
| Восточный переулок     | 142182        | Климовск |                  |               | |
| Всехсвятская улица     | 142180        | Климовск |                  |               | |
| Высотная улица         | 142117 142118 |          |                  |               | |

### Г
| Название                     | Индекс        | Район     | Значимые объекты | Год основания | Комментарии |
| ---------------------------- | ------------- | --------- | ---------------- | ------------- | --- |
| улица Гайдара                | 142114 142117 |           |                  |               | Названа в честь известного советского детского писателя А. П. Гайдара. |
| Гаражная улица               | 142101        |           |                  |               | |
| Гаражный проезд              | 142106        |           |                  |               | |
| улица Генерала Стрельбицкого | 142121        | Кузнечики |                  | 2010          | Название присвоено в декабре 2010 года согласно Постановлению главы г. Подольска № 2472-п от 27 декабря 2010 года «О присвоении наименований площади, улицам, бульвару и проездам микрорайона „Кузнечики“ города Подольска». Названа в честь начальника Подольского артиллерийского училища в период с сентября по декабрь 1941 года генерал-лейтенанта И. С. Стрельбицкого. |
| улица Генерала Смирнова      | 142117        | Кузнечики |                  | 2010          | Название присвоено в декабре 2010 года согласно Постановлению главы г. Подольска № 2472-п от 27 декабря 2010 года «О присвоении наименований площади, улицам, бульвару и проездам микрорайона „Кузнечики“ города Подольска». Названа в честь начальника Подольского пехотного училища в период с декабря 1940 по ноябрь 1941 года генерал-майора В. А. Смирнова.             |
| улица Генерала Варенникова   | 142117        | Кузнечики |                  | 2010          | Название присвоено в декабре 2010 года согласно Постановлению главы г. Подольска № 2472-п от 27 декабря 2010 года «О присвоении наименований площади, улицам, бульвару и проездам микрорайона „Кузнечики“ города Подольска». Названа в честь Героя Советского Союза, генерала армии В. И. Варенникова.                                                                       |
| улица Герцена                | 142110        |           |                  |               | Названа в честь русского писателя, публициста, философа, революционера А. И. Герцена. |
| улица Гоголя                 | 142182        | Климовск  |                  |               | Названа в честь русского и украинского писателя и драматурга Н. В. Гоголя |
| Горная улица                 | 142101        |           |                  |               | |
| проезд Горпарка              | 142116        |           |                  |               | |
| Госпитальная улица           | 142110        |           |                  | 2007          | Улица получила название в связи с необходимостью присвоения адреса вновь построенному жилому дому. Дорога охватывает участок дороги, проходящий вдоль Окружного военного клинического госпиталя 1586 в границах улиц 50 лет ВЛКСМ и Маштакова. Новая улица вошла в общий список подольских улиц под номером 261.                                                             |
| Гражданская улица            | 142106        |           |                  |               | |
| Гулевский проезд             | 142103        |           |                  |               | |
| Гуртовая улица               | 142103        |           |                  |               | |

### Д
| Название            | Индекс | Район    | Значимые объекты | Год основания | Комментарии |
| ------------------- | ------ | -------- | ---------------- | ------------- | --- |
| улица Давыдова      | 142108 |          |                  |               | Названа в честь генерал-лейтенанта, идеолога и предводителя партизанского движения, участника Отечественной войны 1812 года, русского поэта Д. В. Давыдова.                                                                 |
| Дачная улица        | 142111 |          |                  |               | |
| Дачный переулок     | 142180 | Климовск |                  |               | |
| Девятская улица     | 142111 |          |                  |               | |
| Декабрьская улица   | 142184 | Климовск |                  |               | |
| Деловой проезд      | 142105 |          |                  |               | |
| Деловой 1-й проезд  | 142121 |          |                  |               | |
| улица Дзержинского  | 142116 |          |                  |               | Названа в честь революционера, советского государственного деятеля, главы ряда наркоматов, основателя ВЧК Ф. Э. Дзержинского.                                                                                               |
| Дмитрия Холодова    | 142181 | Климовск |                  |               | Названа в честь журналиста Дмитрия Холодова |
| Добрятинский тупик  | 142116 |          |                  |               | |
| улица Долгого       | 142115 | Южный    |                  |               | Названа в честь Героя Социалистического Труда, лауреата Государственной премии СССР, директора Подольского машиностроительного завода имени Орджоникидзе (ныне ОАО "Машиностроительный завод «ЗиО-Подольск») А. А. Долгого. |
| Домодедовское шоссе | 142116 |          |                  |               | |
| Донская улица       | 142101 |          |                  |               | |
| улица Дорохова      | 142108 |          |                  |               | Названа в честь генерал-лейтенанта, участника Отечественной войны 1812 года И. С. Дорохов. |
| улица Дружбы        | 142116 |          |                  |               | |
| Дубровицкая улица   | 142106 |          |                  |               | |

### Е
| Название         | Индекс | Район | Значимые объекты | Год основания | Комментарии |
| ---------------- | ------ | ----- | ---------------- | ------------- | --- |
| площадь Еремеева | 142103 |       |                  | 2011          | До 2011 года — площадь Свердлова. Переименована согласно Постановлению главы г. Подольска № 5-п от 13 января 2011 года «О переименовании площади им. Свердлова». Названа в честь почётного гражданина г. Подольска, участника Великой Отечественной войны, директора Подольского электромеханического завода в 1966—1994 годах, лауреата Государственной премии СССР, генерал-майора Алексея Семёновича Еремеева. |
| Еринская улица   | 142106 |       |                  |               | |

### Ж
| Название              | Индекс        | Район    | Значимые объекты | Год основания | Комментарии |
| --------------------- | ------------- | -------- | ---------------- | ------------- | ----------- |
| Ждановская улица      | 142103        |          |                  |               |             |
| Ждановский проезд     | 142103        |          |                  |               |             |
| Железнодорожная улица | 142103        |          |                  |               |             |
| Железнодорожная улица | 142180—142181 | Климовск |                  |               |             |

### З
| Название                 | Индекс        | Район      | Значимые объекты | Год основания | Комментарии |
| ------------------------ | ------------- | ---------- | ---------------- | ------------- | --- |
| Заводская улица          | 142111        |            |                  |               | |
| Заводская улица          | 142181—142182 | Климовск   |                  |               | |
| 2-я Заводская дорога     | 142181        | Климовск   |                  |               | |
| Загородная улица         | 142105 142118 |            |                  |               | |
| улица Закревского        | 142110        | Ивановский |                  |               | Получила своё название в октябре 2013 года после переименования Солнечной улицы и части Парковой улицы вдоль усадьбы Ивановское. Названа в честь государственного и военного деятеля первой половины XIX века, генерал-губернатора Москвы, героя Отечественной войны 1812 года, владельца усадьбы Ивановское Арсения Андреевича Закревского. При нём в городе также появилось несколько каменных построек, а также разбит парк у Воскресенской церкви (современный ПКиО им. В.Талалихина). |
| Западная улица           | 142181—142184 | Климовск   |                  |               | |
| Заречная улица           | 142180        | Климовск   |                  |               | |
| Заречно-Набережная улица | 142106        |            |                  |               | |
| Заречный проезд          | 142100        |            |                  |               | |
| Захарьинская улица       | 142111        |            |                  |               | |
| Зелёная улица            | 142103        |            |                  |               | |
| Зелёная улица            | 142182        | Климовск   |                  |               | |
| Зелёный проезд           | 142114        |            |                  |               | |
| Зелёный проезд           | 142180—142182 | Климовск   |                  |               | |
| Зелёный тупик            | 142114        |            |                  |               | |

### И
| Название                  | Индекс        | Район    | Значимые объекты | Год основания | Комментарии                                                                                              |
| ------------------------- | ------------- | -------- | ---------------- | ------------- | --- |
| И. Г. Рожкова             | 142180 142182 | Климовск |                  | 1981          | Названа в честь И. Г. Рожкова (1903—1980) — председателя исполкома Климовского горсовета в 1960—1975 гг. |
| Известковая улица         | 142116        |          |                  |               | |
| Индустриальная улица      | 142104 142114 |          |                  |               | |
| Индустриальная улица      | 142180        | Климовск |                  |               | |
| Инструментальный переулок | 142180        | Климовск |                  |               | |
| Ихтиманская улица         | 142180        | Климовск |                  |               | Ихтиман — город в Болгарии, побратим Климовска                                                           |

### К
| Название                  | Индекс               | Район    | Значимые объекты | Год основания | Комментарии |
| ------------------------- | -------------------- | -------- | ---------------- | ------------- | --- |
| улица Калинина            | 142114               |          |                  |               | Названа в честь советского государственного и партийного деятеля М. И. Калинина. |
| Калужская улица           | 142106               |          |                  |               | |
| Каменная улица            | 142116               |          |                  |               | |
| улица Караваева           | 142100               |          |                  |               | Названа в честь ветерана Великой Отечественной войны, кавалера ордена Красной Звезды и медали За отвагу Караваева П. Е.                                                                                       |
| улица Карла Маркса        | 142100 142116        |          |                  |               | Названа в честь немецкого философа, социолога, экономиста, политического журналиста, общественного деятеля Карла Маркса. В дореволюционный период состояла из двух улиц — Никитской и Почтовой улицы.         |
| Карьерная улица           | 142116               |          |                  |               | |
| улица Кирова              | 142100 142110 142117 |          |                  |               | Названа в честь советского государственного и политического деятеля С. М. Кирова. Продолжительность улицы — 4,5 км, длиннее в городе только Большая Серпуховская.                                             |
| улица Клары Цеткин        | 142111               |          |                  |               | Названа в честь немецкого политика, деятельницы немецкого и международного коммунистического движения, одной из основателей Коммунистической партии Германии, активистки борьбы за права женщин Клары Цеткин. |
| улица Клемента Готвальда  | 142110 142114        |          |                  |               | Названа в честь одного из основателей Коммунистической партии Чехословакии, премьер-министра и президента Чехословакии К. Готвальда.                                                                          |
| Климовская улица          | 142180               | Климовск |                  |               | Названа в честь города Климовска, вошедшего в состав города Подольска в 2015 году |
| Клубный проезд            | 142115               |          |                  |               | |
| Колхозная улица           | 142106               |          |                  |               | |
| Кольцевая улица           | 142106               |          |                  |               | |
| Кольцевая улица           | 142180               | Климовск |                  |               | |
| Коммунальная улица        | 142119               |          |                  |               | |
| Коммунальная улица        | 142180               | Климовск |                  |               | |
| Комсомольская улица       | 142180               | Климовск |                  |               | Названа в честь Всесоюзного Ленинского Коммунистического Союза Молодёжи |
| Комсомольская 2-я улица   | 142116               |          |                  |               | |
| Комсомольская улица       | 142100               |          |                  |               | Названа к пятнадцатилетию Ленинского комсомола. В дореволюционный период носила название Александровской улицы.                                                                                               |
| Кооперативный проезд      | 142116               |          |                  |               | |
| Короткий переулок         | 142181               | Климовск |                  |               | |
| улица Космонавтов         | 142115               | Южный    |                  |               | |
| Крайняя улица             | 142100               |          |                  |               | |
| улица Крамского           | 142100               |          |                  |               | Названа в честь русского живописца и рисовальщика И. Н. Крамского. |
| Красная улица             | 142116               |          |                  |               | В дореволюционный период носила название Воскресенского переулка. |
| Красная улица             | 142180 142182        | Климовск |                  |               | |
| Красноармейская улица     | 142180               | Климовск |                  |               | Названа в честь Рабоче-Крестьянской Красной Армии |
| Красногвардейский бульвар | 142119 142121        |          |                  |               | Назван в честь Красной гвардии |
| Краснохомский проезд      | 142105               |          |                  |               | |
| Крымский переулок         | 142180               | Климовск |                  |               | Назван в честь Крыма |
| Курская улица             | 142116               |          |                  |               | |
| улица Курчатова           | 142108               |          |                  |               | Названа в честь советского физика, «отца» советской атомной бомбы И. В. Курчатова. |
| улица Курчатова 2-я       | 142108               |          |                  |               | |
| Курчатовский переулок     | 142180               | Климовск |                  |               | |
| Кустарная улица           | 142103               |          |                  |               | |
| улица Кутузова            | 142111               |          |                  |               | Названа в честь прославленного русского полководца, генерал-фельдмаршала, героя Отечественной войны 1812 года М. И. Кутузов.                                                                                  |
| Кутузовский проезд        | 142114               |          |                  |               | |

### Л
| Название               | Индекс        | Район    | Значимые объекты | Год основания | Комментарии |
| ---------------------- | ------------- | -------- | ---------------- | ------------- | --- |
| Лагерная улица         | 142105        |          |                  |               | |
| улица Лапшенкова       | 142105 142118 |          |                  |               | Названа в честь советского летчика-бомбардировщика, Героя Советского Союза, проведшего часть своей жизни в Подольске, С. В. Лапшенкова.                       |
| улица Левитана         | 142101        |          |                  |               | Названа в честь русского художника, мастер пейзажа, основоположника жанра «пейзаж настроения» И. И. Левитана.                                                 |
| Лемешовский проезд     | 142100        |          |                  |               | |
| площадь Ленина         | 142100        |          |                  |               | Названа в честь российского и советского политического и государственного деятеля, революционера В. И. Ленина.                                                |
| проспект Ленина        | 142100 142106 |          |                  |               | Названа в честь российского и советского политического и государственного деятеля, революционера В. И. Ленина. До 1924 года носила название Московской улицы. |
| улица Ленина           | 142180        | Климовск |                  |               | |
| Ленинградская улица    | 142119 142121 |          |                  |               | |
| Ленинградский переулок | 142182        | Климовск |                  |               | |
| Ленинградский проезд   | 142121        |          |                  |               | |
| улица Лермонтова       | 142182        | Климовск |                  |               | Названа в честь М. Ю. Лермонтова — выдающегося русского писателя, поэта, драматурга, художника                                                                |
| Лесная улица           | 142103        |          |                  |               | |
| Лесной тупик           | 142182        | Климовск |                  |               | |
| Лесопарковый проезд    | 142182        | Климовск |                  |               | |
| Летний переулок        | 142182        | Климовск |                  |               | |
| Литейная улица         | 142104        |          |                  |               | |
| Литейный переулок      | 142180        | Климовск |                  |               | |
| улица Лобачёва         | 142116        |          |                  |               | Названа в честь председателя исполкома Подольского горсовета (1946—1959), директора Подольского аккумуляторного завода В. В. Лобачёва.                        |
| улица Ломоносова       | 142111        |          |                  |               | Названа в честь выдающегося русского учёного-энциклопедиста, поэта, основателя МГУ М. В. Ломоносова                                                           |
| улица Ломоносова       | 142180        | Климовск |                  |               | |
| Луговая улица          | 142106        |          |                  |               | |
| Луговая улица          | 142180        | Климовск |                  |               | |
| Луговой переулок       | 142180        | Климовск |                  |               | |
| улица Льва Толстого    | 142180        | Климовск |                  |               | Названа в честь Л. Н. Толстого — писателя, философа, общественного деятеля                                                                                    |

### М
| Название                | Индекс               | Район    | Значимые объекты | Год основания | Комментарии |
| ----------------------- | -------------------- | -------- | ---------------- | ------------- | --- |
| Малая улица             | 142182               | Климовск |                  |               | |
| Малая Зелёновская улица | 142100               |          |                  |               | |
| Малая Ивановская улица  | 142100               |          |                  |               | |
| Малая Кутузовская улица | 142105 142118        |          |                  |               | |
| Малая Северовская улица | 142105               |          |                  |               | |
| улица М. Расковой       | 142106               |          |                  |               | Названа в честь советской лётчицы-штурмана, майора; одной из первых женщин, удостоенных звания Герой Советского Союза М. М. Расковой. |
| Матросская улица        | 142100               |          |                  |               | |
| улица Машиностроителей  | 142115               | Южный    |                  |               | |
| улица Маштакова         | 142110               |          |                  |               | Названа в честь заслуженного врача РСФСР, кандидата медицинских наук РСФСР, хирурга Подольской центральной больницы Н. И. Маштакова.  |
| улица Маяковского       | 142111               |          |                  |               | Названа в честь советского поэта, драматурга В. В. Маяковского.                                                                       |
| улица Маяковского       | 142180               | Климовск |                  |               | |
| Международная улица     | 142184               | Климовск |                  |               | |
| Межшоссейная улица      | 142110               |          |                  |               | |
| улица Мира              | 142103               |          |                  |               | |
| улица Мичурина          | 142181 142182 142184 | Климовск |                  |               | Названа в честь русского биолога и селекционера И. В. Мичурина                                                                        |
| Мичуринский проезд      | 142108               |          |                  |               | |
| Молодёжная улица        | 142115               |          |                  |               | |
| Молодёжная улица        | 142181               | Климовск |                  |               | |
| Московская улица        | 142103               |          |                  |               | |
| Московская улица        | 142181               | Климовск |                  |               | Названа в честь города Москвы |
| Московский проезд       | 142106               |          |                  |               | |
| Мраморная улица         | 142116               | Парковый |                  |               | |

### Н
| Название              | Индекс                      | Район    | Значимые объекты | Год основания | Комментарии |
| --------------------- | --------------------------- | -------- | ---------------- | ------------- | ----------- |
| Набережная улица      | 142111                      |          |                  |               |             |
| Набережная улица      | 142181                      | Климовск |                  |               |             |
| 1-я Набережная улица  | 142181                      | Климовск |                  |               |             |
| Набережный проезд     | 142181                      | Климовск |                  |               |             |
| Нагорная улица        | 142101                      |          |                  |               |             |
| Народная улица        | 142104 142105 142114 142118 |          |                  |               |             |
| Народный проезд       | 142105                      |          |                  |               |             |
| проезд Некрасова      | 142106                      |          |                  |               |             |
| улица Некрасова       | 142106                      |          |                  |               |             |
| Нефтебазовский проезд | 142101                      |          |                  |               |             |
| Николаевская улица    | 142101                      |          |                  |               |             |
| Новая улица           | 142105                      |          |                  |               |             |
| Новая улица           | 142181                      | Климовск |                  |               |             |
| Новомосковская улица  | 142181                      | Климовск |                  |               |             |
| Новый переулок        | 142181                      | Климовск |                  |               |             |
| НСТ Берёзка-5         | 142181                      | Климовск |                  |               |             |

### О
| Название             | Индекс        | Район    | Значимые объекты | Год основания | Комментарии                                                                                                 |
| -------------------- | ------------- | -------- | ---------------- | ------------- | --- |
| Овальная улица       | 142180        | Климовск |                  |               | |
| Овражная улица       | 142106        |          |                  |               | |
| Овражный проезд      | 142106        |          |                  |               | |
| Овражный тупик       | 142106        |          |                  |               | |
| Огородная улица      | 142116        |          |                  |               | |
| Огородная улица      | 142180        | Климовск |                  |               | |
| Огородный переулок   | 142116        |          |                  |               | |
| Огородный переулок   | 142180        | Климовск |                  |               | |
| Окружная улица       | 142111        |          |                  |               | |
| Октябрьская площадь  | 142180 142184 | Климовск |                  |               | Названа в честь Великой Октябрьской социалистической революции                                              |
| Октябрьская улица    | 142180        | Климовск |                  |               | |
| Октябрьский переулок | 142180        | Климовск |                  |               | |
| Октябрьский проспект | 142117 142119 |          |                  |               | |
| Ольховая улица       | 142119        |          |                  |               | |
| Ольховская улица     | 142119        |          |                  |               | |
| улица Орджоникидзе   | 142103        |          |                  |               | Названа в честь видного советского государственного и партийного деятеля, революционера Г. К. Орджоникидзе. |
| Ореховая улица       | 142103        |          |                  |               | |
| Осенний проезд       | 142114        |          |                  |               | |
| Осенняя улица        | 142105        |          |                  |               | |
| улица Островского    | 142180        | Климовск |                  |               | Названа в честь А. Н. Островского либо Н. А. Островского                                                    |

### П
| Название                   | Индекс                      | Район    | Значимые объекты | Год основания | Комментарии |
| -------------------------- | --------------------------- | -------- | ---------------- | ------------- | --- |
| улица Павлика Морозова     | 142106                      |          |                  |               | Названа в честь советского школьника, в сталинскую эпоху получившего известность как пионер-герой, символ борца с кулачеством, П. Т. Морозова. В дореволюционный период носила название Верейской улицы.                        |
| улица Пантелеева           | 142116                      |          |                  |               | Названа в честь уроженца Подольска, начальника штаба 1-й бригады торпедных катеров Тихоокеанского флота, капитана 3-го ранга, Героя Советского Союза Л. Н. Пантелеева. До 6 июня 1980 года носила название 1-й Огородной улицы. |
| улица Панфилова            | 142103                      |          |                  |               | Названа в честь советского военного деятеля, генерал-майора, Героя Советского Союза И. В. Панфилова. |
| Парадный проезд            | 142116                      | Парковый |                  |               | Назван в честь того, что через Парадный проезд, проезжали машины на день города. |
| Парковая улица             | 142110 142117               |          |                  |               | |
| Парковая улица             | 142182                      | Климовск |                  |               | |
| Парковая 2-я улица         | 142117                      |          |                  |               | |
| Парковый переулок          | 142117                      |          |                  |               | |
| Партизанская улица         | 142106                      |          |                  |               | |
| Пахринский проезд          | 142119                      |          |                  |               | |
| Первомайская улица         | 142100 142110               |          |                  |               | В дореволюционный период носила название Петровской улицы. Названа в честь Первомая. |
| Первомайская улица         | 142184                      | Климовск |                  |               | |
| Первомайский 1-й переулок  | 142184                      | Климовск |                  |               | |
| Первомайский 2-1 переулок  | 142184                      | Климовск |                  |               | |
| Первый проезд              | 142182                      | Климовск |                  |               | |
| Песочная улица             | 142106                      |          |                  |               | |
| Пилотная улица             | 142117                      |          |                  |               | |
| Пилотная 1-я улица         | 142117                      |          |                  |               | |
| Пилотная 2-я улица         | 142117                      |          |                  |               | |
| Пилотная 3-я улица         | 142117                      |          |                  |               | |
| Пилотный переулок          | 142117                      |          |                  |               | |
| Пилотный 1-й переулок      | 142117                      |          |                  |               | |
| Пилотный 2-й переулок      | 142117                      |          |                  |               | |
| Пилотный 3-й переулок      | 142117                      |          |                  |               | |
| Пионерская улица           | 142105 142118               |          |                  |               | |
| Пионерская улица           | 142182                      | Климовск |                  |               | |
| Плещеевская улица          | 142101                      |          |                  |               | |
| Плещеевский тупик          | 142101                      |          |                  |               | |
| улица Победы               | 142114                      |          |                  |               | |
| улица Победы               | 142180 142182               | Климовск |                  |               | |
| Подольская улица           | 142103                      |          |                  |               | |
| улица Подольских Курсантов | 142104 142105 142114 142118 |          |                  |               | Названа в честь Подольских курсантов — сводных отрядов, оборонявших вместе с 43-й армией юго-западные подступы к Москве в октябре 1941 года.                                                                                    |
| Покровская улица           | 142116                      |          |                  |               | |
| Полевая 2-я улица          | 142100                      |          |                  |               | |
| Полевая улица              | 142182                      | Климовск |                  |               | |
| Поливановская улица        | 142103                      |          |                  |               | |
| Поселковая улица           | 142105                      |          |                  |               | |
| Поселковая 1-я улица       | 142105                      |          |                  |               | |
| Поселковая 2-я улица       | 142105                      |          |                  |               | |
| улица Поспелова            | 142105                      |          |                  |               | Названа в честь заслуженного врача РСФСР, проработавшего в Подольской центральной клинической больнице, В. С. Поспелова. |
| Почтовая улица             | 142111                      |          |                  |               | |
| Почтовый переулок          | 142180                      | Климовск |                  |               | |
| улица Правды               | 142115                      |          |                  |               | Названа в честь газеты «Правда», долгое время бывшей ежедневным центральным органом КПСС и наиболее влиятельным советским изданием.                                                                                             |
| Пригородная улица          | 142116                      |          |                  |               | |
| Пролетарская улица         | 142182                      | Климовск |                  |               | |
| Промышленный переулок      | 142100                      |          |                  |               | |
| Профсоюзная улица          | 142134                      |          |                  |               | |
| Прудный переулок           | 142182                      | Климовск |                  |               | |
| улица Пугачёва             | 142106                      |          |                  |               | Названа в честь предводителя Крестьянского восстания 1773—1775 годов Е. И. Пугачёва |
| улица Пугачёва             | 142182                      | Климовск |                  |               | |
| улица Пушкина              | 142182                      | Климовск |                  |               | Названа в честь русского писателя, поэта, драматурга А. С. Пушкина |

### Р
| Название               | Индекс        | Район                | Значимые объекты | Год основания | Комментарии |
| ---------------------- | ------------- | -------------------- | ---------------- | ------------- | --- |
| Рабочая улица          | 142100 142116 | Парковый Центральный |                  |               | В дореволюционный период носила название Каноныкинской улицы (в честь купцов Каноныкиных, внёсших значительный вклад в экономическое становление Подольска). |
| Рабочая улица          | 142182        | Климовск             |                  |               | |
| улица Раевского        | 142108        |                      |                  |               | Названа в честь русского полководца, героя Отечественной войны 1812 года, генерала от кавалерии Н. Н. Раевского.                                             |
| улица Революции        | 142184        | Климовск             |                  |               | |
| Революционный проспект | 142100 142116 |                      |                  |               | В дореволюционный период носила название Бронницкой улицы.                                                                                                   |
| Ремонтный проезд       | 142116        |                      |                  |               | |
| улица Репина           | 142101        |                      |                  |               | Названа в честь русского художника, живописца, мастера портретов, исторических и бытовых сцен И. Е. Репина.                                                  |
| Речная улица           | 142182        | Климовск             |                  |               | |
| Речной переулок        | 142182        | Климовск             |                  |               | |
| улица Розы Люксембург  | 142111        |                      |                  |               | Названа в честь одного из наиболее влиятельных деятелей немецкой и европейской революционной левой социал-демократии, теоретика марксизма Розы Люксембург.   |
| Рощинская улица        | 142103        |                      |                  |               | |
| Рощинская улица        | 142184        | Климовск             |                  |               | |
| Рощинская 1-я улица    | 142103        |                      |                  |               | |
| Рощинская 2-я улица    | 142103        |                      |                  |               | |
| Рощинский проезд       | 142103        |                      |                  |               | |
| Рыбный переулок        | 142180        | Климовск             |                  |               | |
| Рязановское шоссе      | 142111        |                      |                  |               | |
| Рябиновый проезд       | 142182        | Климовск             |                  |               | |

### С
| Название                 | Индекс                             | Район       | Значимые объекты | Год основания | Комментарии |
| ------------------------ | ---------------------------------- | ----------- | ---------------- | ------------- | --- |
| Садовая улица            | 142106                             |             |                  |               | |
| Садовая улица            | 142182                             | Климовск    |                  |               | |
| Садовая 1-я улица        | 142106                             |             |                  |               | |
| Садовая 2-я улица        | 142106                             |             |                  |               | |
| Садовый переулок         | 142182                             | Климовск    |                  |               | |
| Сальковская 1-я улица    | 142106                             |             |                  |               | |
| Сальковская 2-я улица    | 142106                             |             |                  |               | |
| Сальковская 3-я улица    | 142106                             |             |                  |               | |
| улица Сальковский луг    | 142100                             |             |                  |               | |
| Санаторная улица         | 142103                             |             |                  |               | |
| улица Свердлова          | 142100 142104 142110 142114 142118 |             |                  |               | В дореволюционный период носила название Романовской улицы. Названа в честь российского политического и государственного деятеля, революционера, большевика Я. М. Свердлова. |
| Северная улица           | 142103                             |             |                  |               | |
| Северный тупик           | 142103                             |             |                  |               | |
| Северовская 1-я улица    | 142108                             |             |                  |               | |
| Северовская 2-я улица    | 142114                             |             |                  |               | |
| Сергеевская 1-я улица    | 142108                             |             |                  |               | |
| Сергеевская 2-я улица    | 142108                             |             |                  |               | |
| Сергеевская 3-я улица    | 142108                             |             |                  |               | |
| Серпуховская улица       | 142180 142184                      | Климовск    |                  |               | |
| Силикатная улица         | 142111                             |             |                  |               | |
| Силикатный переулок      | 142111                             |             |                  |               | |
| Симферопольская улица    | 142181 142184                      | Климовск    |                  |               | |
| площадь Славы            | 142100                             | Центральный |                  |               | Ранее — Площадь 50-летия Советской власти |
| улица СНТ Поляна         | 142180                             | Климовск    |                  |               | |
| Соборная площадь         | 142103                             |             |                  |               | |
| Соборная улица           | 142100                             |             |                  |               | |
| Советская площадь        | 142100                             |             |                  |               | |
| Советская улица          | 142100 142116                      |             |                  |               | В дореволюционный период именовалась Дворянской улицей. |
| Советская улица          | 142180                             | Климовск    |                  |               | |
| Совхозная улица          | 142100                             |             |                  |               | |
| Совхозная улица          | 142180                             | Климовск    |                  |               | |
| Совхозная 1-я улица      | 142105                             |             |                  |               | |
| Совхозная 2-я улица      | 142105                             |             |                  |               | |
| улица Соколова           | 142103                             |             |                  |               | |
| Солнечная улица          | 142110                             |             |                  |               | |
| Сосновая улица           | 142108                             |             |                  |               | |
| Спартаковский переулок   | 142184                             | Климовск    |                  |               | |
| Спортивный проезд        | 142180                             | Климовск    |                  |               | |
| Станичная улица          | 142101                             |             |                  |               | |
| улица СТ 1 КМЗ           | 142182                             | Климовск    |                  |               | |
| улица СТ 1 КШЗ           | 142182                             | Климовск    |                  |               | |
| улица СТ 2 ЦНИИТМ Салют  | 142182                             | Климовск    |                  |               | |
| улица СТ 3 КМЗ           | 142182                             | Климовск    |                  |               | |
| улица СТ 3 ЦНИИТМ        | 142182                             | Климовск    |                  |               | |
| улица СТ 5 КШЗ           | 142182                             | Климовск    |                  |               | |
| улица СТ 6 КШЗ           | 142182                             | Климовск    |                  |               | |
| улица СТ 7 ЦНИИТМ        | 142182                             | Климовск    |                  |               | |
| улица СТ 8 КШЗ           | 142182                             | Климовск    |                  |               | |
| улица СТ 9 ЦНИИТМ        | 142182                             | Климовск    |                  |               | |
| улица СТ Берёзка-2б      | 142182                             | Климовск    |                  |               | |
| улица СТ Берёзка-2БУЙЛ   | 142182                             | Климовск    |                  |               | |
| Станционная улица        | 142121                             |             |                  | 2007          | Современное название было присвоено участку дорогу, проходящей вдоль железнодорожного полотна Московско-Курской железной дороги от улицы Пионерской, мимо магазина ООО «Вагант» в 2007 году. |
| Стахановская улица       | 142182                             | Климовск    |                  |               | Названа в честь стахановского движения в СССР |
| улица Стекольникова      | 142110                             |             |                  |               | Названа в честь генерального конструктора энергетических установок ВВЭР, главного конструктора подольского ОКБ «Гидропресс» В. В. Стекольникова. Наряду с производственно-техническими достижениями в период его руководства ОКБ «Гидропресс» приняло активное участие в строительстве и благоустройстве города: было построено 73 тыс. м² жилья, два детских комбината, общежитие, поликлиника, пионерский лагерь. Официально присвоено в октябре 2013 года. Ранее была частью Матросской улицы. |
| улица Степана Разина     | 142180                             | Климовск    |                  |               | Названа в честь предводителя Крестьянского восстания 1670—1671 гг. Степана Разина |
| Строительная улица       | 142106                             |             |                  |               | |
| Строительный переулок    | 142182                             | Климовск    |                  |               | |
| улица Строителей         | 142106                             |             |                  |               | |
| улица Суворова           | 142101                             |             |                  |               | Названа в честь национального героя России, русского полководца, не потерпевшего ни одного поражения в своей военной карьере (более 60 сражений), А. В. Суворова. |
| улица Суворова           | 142182                             | Климовск    |                  |               | |
| Суворовский 1-й переулок | 142182                             | Климовск    |                  |               | |
| Суворовский 2-й переулок | 142182                             | Климовск    |                  |               | |
| Суворовский 1-й тупик    | 142101                             |             |                  |               | |
| Суворовский 2-й тупик    | 142101                             |             |                  |               | |
| Сыровская улица          | 142111                             |             |                  |               | |
| Сыровский тупик          | 142111                             |             |                  |               | |

### Т
| Название           | Индекс | Район    | Значимые объекты | Год основания | Комментарии |
| ------------------ | ------ | -------- | ---------------- | ------------- | --- |
| улица Талалихина   | 142114 |          |                  |               | Названа в честь военного лётчика, Героя Советского Союза, погибшего в воздушном бою около Подольска 27 октября 1941 года, В. В. Талалихина. |
| Тарутинский проезд |        |          |                  | 2012          | Улица, расположенная в границах улиц Сосновая, Циолковского, граница города, получила своё наименование в соответствии с Постановлением главы г. Подольска № 1284-п от 1 августа 2012 года «О присвоении наименования новой улице в муниципальном образовании городской округ Подольск Московской области». |
| Театральная улица  | 142184 | Климовск |                  |               | |
| Тепличная улица    | 142100 |          |                  |               | |
| Товарная улица     | 142116 |          |                  |               | |
| Товарная улица     | 142184 | Климовск |                  |               | |
| Трубная улица      | 142111 |          |                  |               | |
| Трудовая улица     | 142110 |          |                  |               | |
| Трудовой проезд    | 142110 |          |                  |               | |

### У
| Название        | Индекс | Район    | Значимые объекты | Год основания | Комментарии |
| --------------- | ------ | -------- | ---------------- | ------------- | --- |
| улица Ульяновых | 142116 | Парковый |                  |               | Названа в честь семьи российского государственного и политического деятеля Владимира Ильича Ленина — семьи Ульяновых, проживавшей некоторое время в Подольске. |

### Ф
| Название             | Индекс        | Район     | Значимые объекты | Год основания | Комментарии |
| -------------------- | ------------- | --------- | ---------------- | ------------- | --- |
| Фабричный проезд     | 142181        | Климовск  |                  |               | |
| Фаддеевский переулок | 142180        | Климовск  |                  |               | |
| Февральская улица    | 142100        |           |                  |               | Названа в честь Февральской революции 1917 года. В дореволюционный период носила название Думной улицы (на ней располагалось здание городской думы, построенной в 1901 году по проекту городского архитектора Василия Степанова). |
| улица Фёдорова       | 142100 142116 |           |                  |               | Названа в честь организатора ячейки РСДРП на заводе «Зингер и Ко», руководителя Подольской боевой дружины Н. В. Фёдорова, погибшего от случайного выстрела, произведенного его соседом, в декабре 1905 года. В дореволюционный период носила название Набережной улицы, а в народе также называлась «синегубской крепостью» (по фамилии владельца бань, которые стояли на правом берегу Пахры). |
| Фетищевская улица    | 142117        |           |                  |               | |
| Физкультурная улица  | 142105        |           |                  |               | |
| улица Филиппова      | 142115        |           |                  |               | Названа в честь жителя Подольска, командира роты 62-миллиметровых миномётов 71-й механизированной бригады 9-го механизированного корпуса 3-й гвардейской танковой армии 1-го Украинского фронта, лейтенанта, Героя Советского Союза И. И. Филиппова. |
| Флотский проезд      | 142117        | Кузнечики |                  | 2010          | Название присвоено в декабре 2010 года согласно Постановлению главы г. Подольска № 2472-п от 27 декабря 2010 года «О присвоении наименований площади, улицам, бульвару и проездам микрорайона „Кузнечики“ города Подольска» |
| Фруктовая улица      | 142116        |           |                  |               | |
| улица Фурманова      | 142106        |           |                  |               | Названа в честь русского прозаика (автора романа «Чапаев») и политического деятеля Д. А. Фурманова. |

### Х
| Название              | Индекс | Район | Значимые объекты | Год основания | Комментарии |
| --------------------- | ------ | ----- | ---------------- | ------------- | ----------- |
| улица Халатова        | 142116 |       |                  |               |             |
| Художественный проезд | 142111 |       |                  |               |             |

### Ц
| Название               | Индекс        | Район    | Значимые объекты | Год основания | Комментарии |
| ---------------------- | ------------- | -------- | ---------------- | ------------- | --- |
| Цветочный 1-й переулок | 142182        | Климовск |                  |               | |
| Цветочный 2-й переулок | 142182        | Климовск |                  |               | |
| Цементный проезд       | 142101        |          |                  |               | |
| улица Циолковского     | 142108        |          |                  |               | Названа в честь русского и советского учёного-самоучки, исследователя, основоположника современной космонавтики К. Э. Циолковский. |
| улица Циолковского     | 142182 142184 | Климовск |                  |               | |

### Ч
| Название            | Индекс        | Район    | Значимые объекты | Год основания | Комментарии |
| ------------------- | ------------- | -------- | ---------------- | ------------- | --- |
| улица Чайковского   | 142105        |          |                  |               | Названа в честь русского композитора П. И. Чайковского. |
| улица Чапаева       | 142106        |          |                  |               | |
| улица Чернышевского | 142105 142118 |          |                  |               | Названа в честь русского писателя и философа Н. Г. Чернышевского |
| улица Чернышевского | 142184        | Климовск |                  |               | |
| улица Чехова        | 142114        |          |                  |               | Названа в честь русского писателя, драматурга А. П. Чехова. |
| улица Чехова        | 142184        | Климовск |                  |               | |
| улица Чижова        | 142110        |          |                  |               | Названа в честь первого председателя Подольского Совета Н. Г. Чижова. В дореволюционный период носила название Николаевской улицы (по другим данным — Петровский переулок). |
| улица Чистова       | 142104        |          |                  |               | Названа в честь советского лётчика, уроженца Подольского района, жившего в Подольске с 1958 по 1978 год, Героя Советского Союза Б. П. Чистова.                              |

### Ш
| Название       | Индекс | Район    | Значимые объекты | Год основания | Комментарии |
| -------------- | ------ | -------- | ---------------- | ------------- | ----------- |
| Шамотная улица | 142101 |          |                  |               |             |
| улица Шаталова | 142105 |          |                  |               |             |
| Школьная улица | 142105 |          |                  |               |             |
| Школьная улица | 142180 | Климовск |                  |               |             |

### Щ
| Название      | Индекс | Район | Значимые объекты | Год основания | Комментарии |
| ------------- | ------ | ----- | ---------------- | ------------- | --- |
| улица Щеглова | 142118 |       |                  |               | Названа в честь первого председателя Подольского городского исполкома, члена городского комитета обороны в годы Великой Отечественной войны А. В. Щеглова. |
| улица Щорса   | 142106 |       |                  |               | Названа в честь подпоручика, красного командира, комдива времён Гражданской войны в России Н. А. Щорса.                                                    |

### Э
| Название                | Индекс | Район    | Значимые объекты | Год основания | Комментарии |
| ----------------------- | ------ | -------- | ---------------- | ------------- | --- |
| Электромонтажный проезд | 142115 | Южный    |                  | 2009          | Проезд как проектируемая улица получил название согласно Постановлению главы г. Подольска № 1179-п от 29 июля 2009 года «О присвоении наименования новой улице в муниципальном образовании городской округ Подольск Московской области». Находится от пересечения с улицей Космонавтов до территории ЗАО «Подольскхолод». |
| улица Энтузиастов       | 142103 | Северный |                  |               | |

### Ю
| Название               | Индекс        | Район    | Значимые объекты | Год основания | Комментарии |
| ---------------------- | ------------- | -------- | ---------------- | ------------- | ----------- |
| Юбилейная улица        | 142119 142121 |          |                  |               |             |
| Южная                  | 142180        | Климовск |                  |               |             |
| Южный переулок         | 142184        | Климовск |                  |               |             |
| Южный проезд           | 142115        |          |                  |               |             |
| проезд Юности          | 142181 142182 | Климовск |                  |               |             |
| проспект Юных Ленинцев | 142111        |          |                  |               |             |
| улица Юных Ленинцев    | 142111        |          |                  |               |             |

## Бульвары
| Название              | Район        | Значимые объекты | Год основания | Комментарии |
| --------------------- | ------------ | ---------------- | ------------- | --- |
| Бульвар Льва Толстого | Межшоссейный |                  | 2013          | Расположен вдоль центральной улицы города, улицы Кирова, на участке от улицы 50-летия ВЛКСМ до улицы Клемента Готвальда. Назван в честь русского писателя Льва Николаевича Толстого, который трижды бывал в Подольске, следуя пешей прогулкой в Ясную Поляну. Получил название осенью 2013 года в канун 232-летия Подольска и в честь 185-летия писателя. На бульваре расположен памятник Льву Толстому. |

## Скверы
| Название             | Район | Значимые объекты | Год основания | Комментарии |
| -------------------- | ----- | ---------------- | ------------- | --- |
| Екатерининский сквер |       |                  | 2008          | Расположен напротив школы № 3, недалеко от автовокзала Подольска. Назван в честь Екатерины II, которая своим указом даровала селу Подол статус города. На территории сквера расположен памятник императрице. |
| Сквер Молодожёнов    |       |                  | 2013          | Расположен у городского ЗАГСа на улице Чехова. Сам сквер появился в 2011 году, однако официальное название было присвоено в канун 232-летия Подольска в октябре 2013 года. Тогда же на его территории был открыт памятник православным покровителям Петру и Февронии. |
| Сквер имени Папирова |       |                  | 2013          | Расположен на улице Машиностроителей. Назван в честь Бориса Алексеевича Папирова — заслуженного учителя России, более 30 лет возглавлявшего Подольское профессионально-техническое училище № 27, почётного гражданина Подольска, депутата Подольского городского Совета, при участии которого была восстановлена усадьба Ивановское. Получил название в октябре 2013 года, в кану 232-летия Подольска. |
| Сквер Поколений      |       |                  | 2006          | Расположен у центральной площади города — Площади Ленина. Организован в 2006 году после установки городских часов и фонтана. |